# Tapijtbombardement

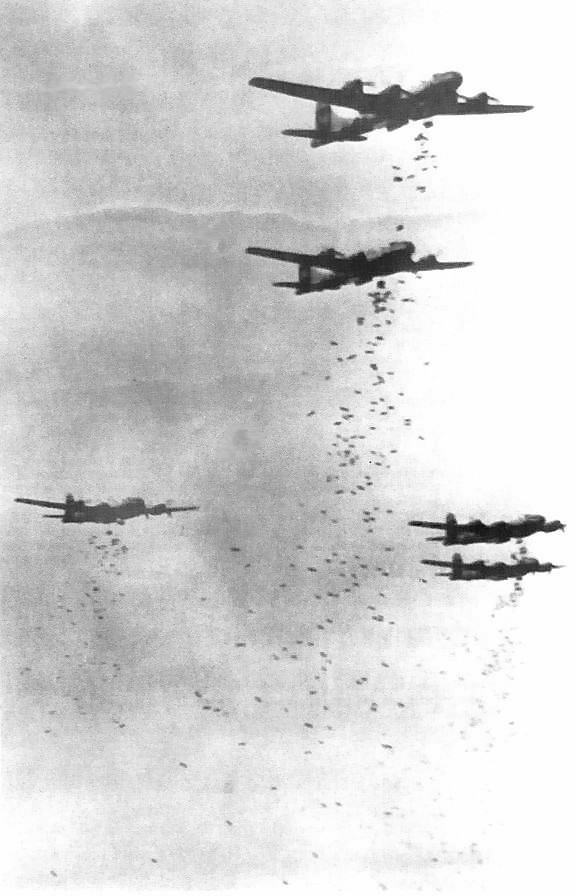
B-29 bommenwerpers boven Japan

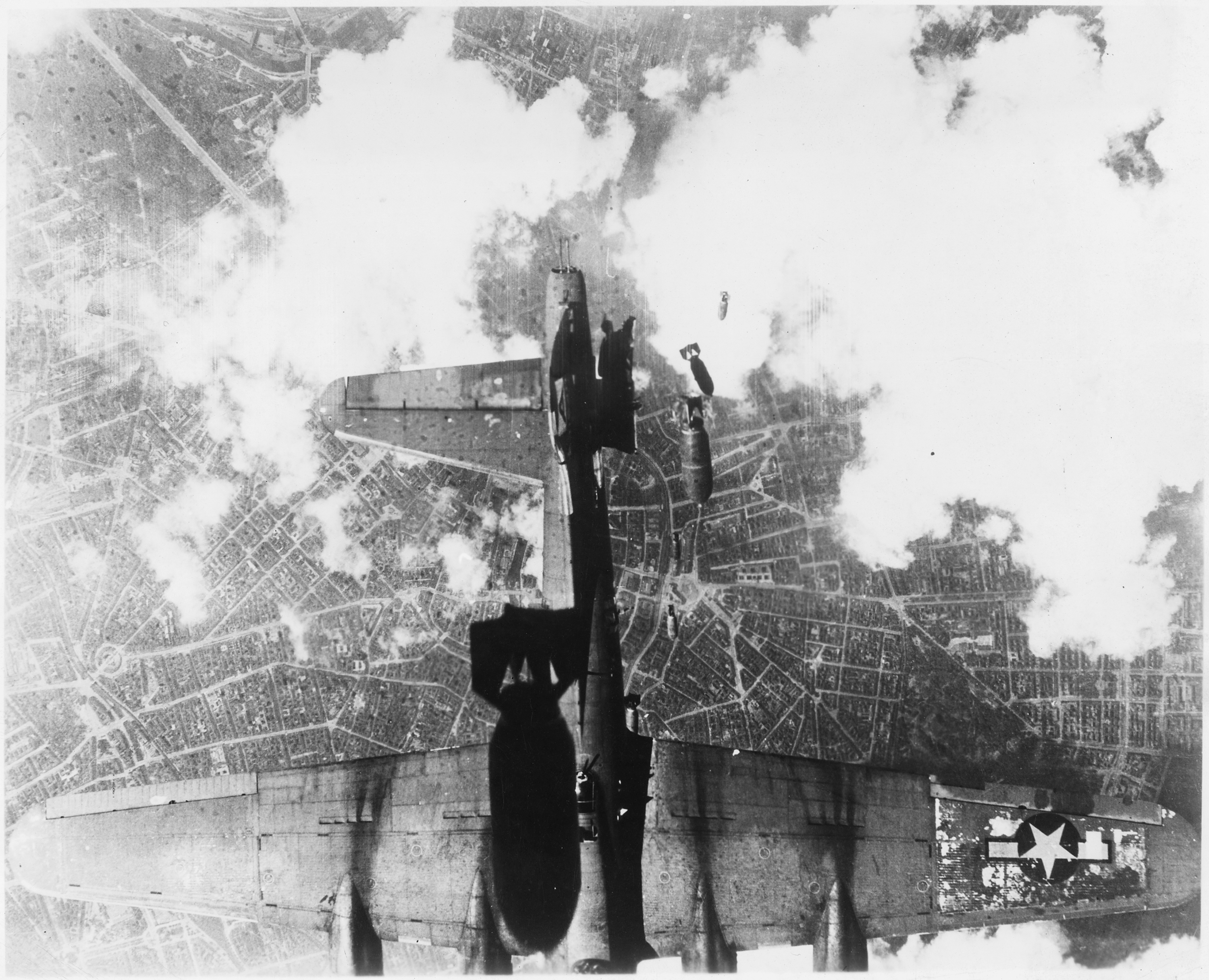
Amerikaanse bommenwerper boven Berlijn

Een tapijtbombardement is een bombardement op een afgebakend gebied waarbij men probeert systematisch elk stuk gebied evenredig te bestoken zodat het volledige gebied gelijkmatig verwoest wordt. Zulk een bombardement roept een beeld op van een reeks explosies die het gebied bedekken net zoals een tapijt een vloer bedekt. Tapijtbombardementen worden doorgaans uitgevoerd met gewone vrijeval bommen.
In de tweede wereldoorlog gebruikte men de term tapijtbombardementen voor het eerst om de tactische aanvallen van meestal strategische bommenwerpers op de frontlinie te omschrijven, die dienden om een doorbraak bij een offensief te forceren. Het meest bekende voorbeeld is het tapijtbombardement uitgevoerd door meer dan duizend zware bommenwerpers op 25 juli 1944 ter ondersteuning van de Geallieerde uitbraak door het front bij Normandië.
De term tapijtbombardementen werd niet gebruikt om de Geallieerde strategische bombardementen op Duitsland te omschrijven. De Britten bombardeerden bij nacht en hun tactiek om Duitse steden aan te vallen noemde men gebiedsbombardement wat een letterlijke vertaling is van ‘area bombing’. De Amerikanen voerden precisiebombardementen bij daglicht uit. In januari 1943 werd deze verschillende aanpak vastgelegd in de 'Pointblank' directive op de Conferentie van Casablanca.

## Eerste inzet
De techniek van luchtbombardementen kwam in de Eerste Wereldoorlog tot ontwikkeling. Tot die tijd werd voornamelijk gebruikgemaakt van de artillerie bij het bestoken van vijandelijke doelen. In de Eerste Wereldoorlog werd ook nog gebruikgemaakt van de artillerie, bijvoorbeeld bij het bestoken van Parijs met het Paris-Geschütz, dat een reikwijdte van 130 km had. De stad Londen werd in deze oorlog door bommenwerpers en zeppelins bestookt.
In het interbellum werd de techniek van luchtbombardementen verder ontwikkeld en werd bommenwerpers ingezet tegen de burgerbevolking in opstandige gebieden, waarbij deels ook gebruik werd gemaakt van chemische wapens en brandbommen. Dergelijke bombardementen werden uitgevoerd door het Verenigd Koninkrijk in Irak, door Frankrijk in Syrië, door Italië en Spanje in Afrika en door Japan in China. Als eerste tapijtbombardement in Europa wordt het bombardement op Guernica gezien, dat in 1937 plaatsvond tijdens de Spaanse Burgeroorlog.

## Tweede Wereldoorlog

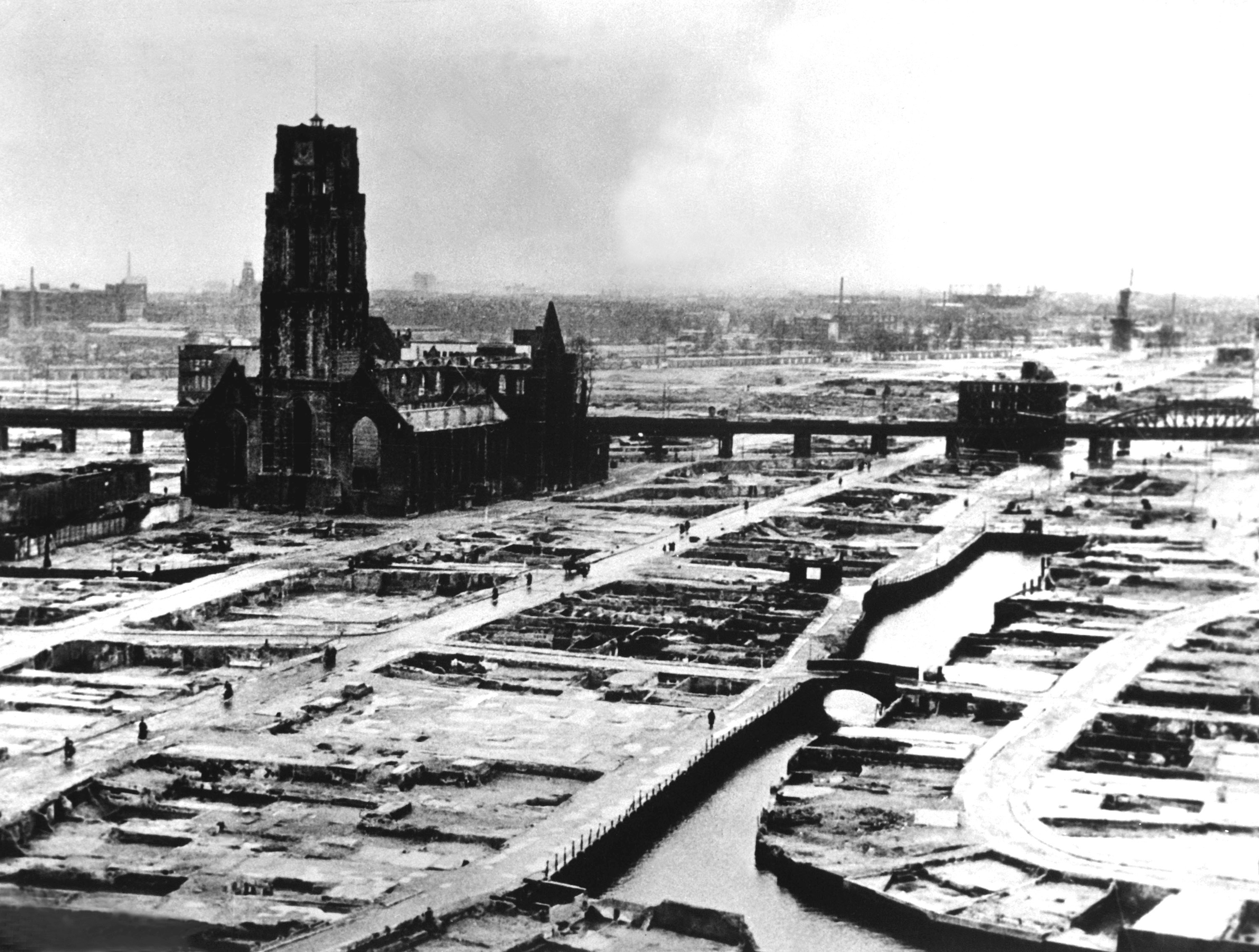
Rotterdam na het Duitse bombardement

De bombardering van steden werd als middel van oorlogsvoering al direct vanaf het begin van de Tweede Wereldoorlog gebruikt. In de eerste uren van de oorlog viel de Duitse Luftwaffe de Poolse stad Wieluń aan met 87 duikbommenwerpers. Van de stad werd 70% verwoest. Ook de steden Frampol en Warschau werden tijdens de Poolse Veldtocht gebombardeerd. De Duitse Luftwaffe voerde op 14 mei 1940 een bombardement op Rotterdam uit met 54 bommenwerpers. Hierbij kwamen ongeveer 800 mensen om het leven en raakten 80.000 mensen dakloos. Na de Duitse dreiging om ook Utrecht te bombarderen capituleerde Nederland.
Na de Franse capitulatie waren de militaire mogelijkheden van het Verenigd Koninkrijk beperkt. De luchtmacht werd vol ingezet bij de luchtslag om Engeland waarbij de Luftwaffe probeerde de hegemonie in het Britse luchtruim te veroveren. Sinds de jaren dertig was de RAF uitgerust met lange-afstandsbommenwerpers. Nadat de eerste bommen op Londen waren terechtgekomen voerde de RAF op 25 augustus 1940 de eerste luchtaanval op Berlijn uit met 95 bommenwerpers. Daarna begon de Luftwaffe vanaf 7 september 1940 met luchtaanvallen op Londen. Op deze eerste dag zette de Luftwaffe 372 bommenwerpers in. De Luftwaffe voerden diverse bombardementen op Britse steden uit, waaronder het bombardement op Coventry. Tot mei 1941 vielen bij deze bombardementen 43.000 doden, waarvan bijna de helft in Londen.
Tegen eind 1941 was het duidelijk geworden dat de Britse preciesieaanvallen tegen de Duitse industrie mislukt waren. Op 14 februari 1942 werd het Area Bombing Directive vastgelegd door de stafchef van de Britse luchtmacht, Charles Portal. Daarmee veranderde de strategie : niet langer de industrie was het doel, maar de steden en hun uitgestrekte woongebieden. De uitvoering van deze strategie werd opgedragen aan luchtmaarschalk Arthur Harris.

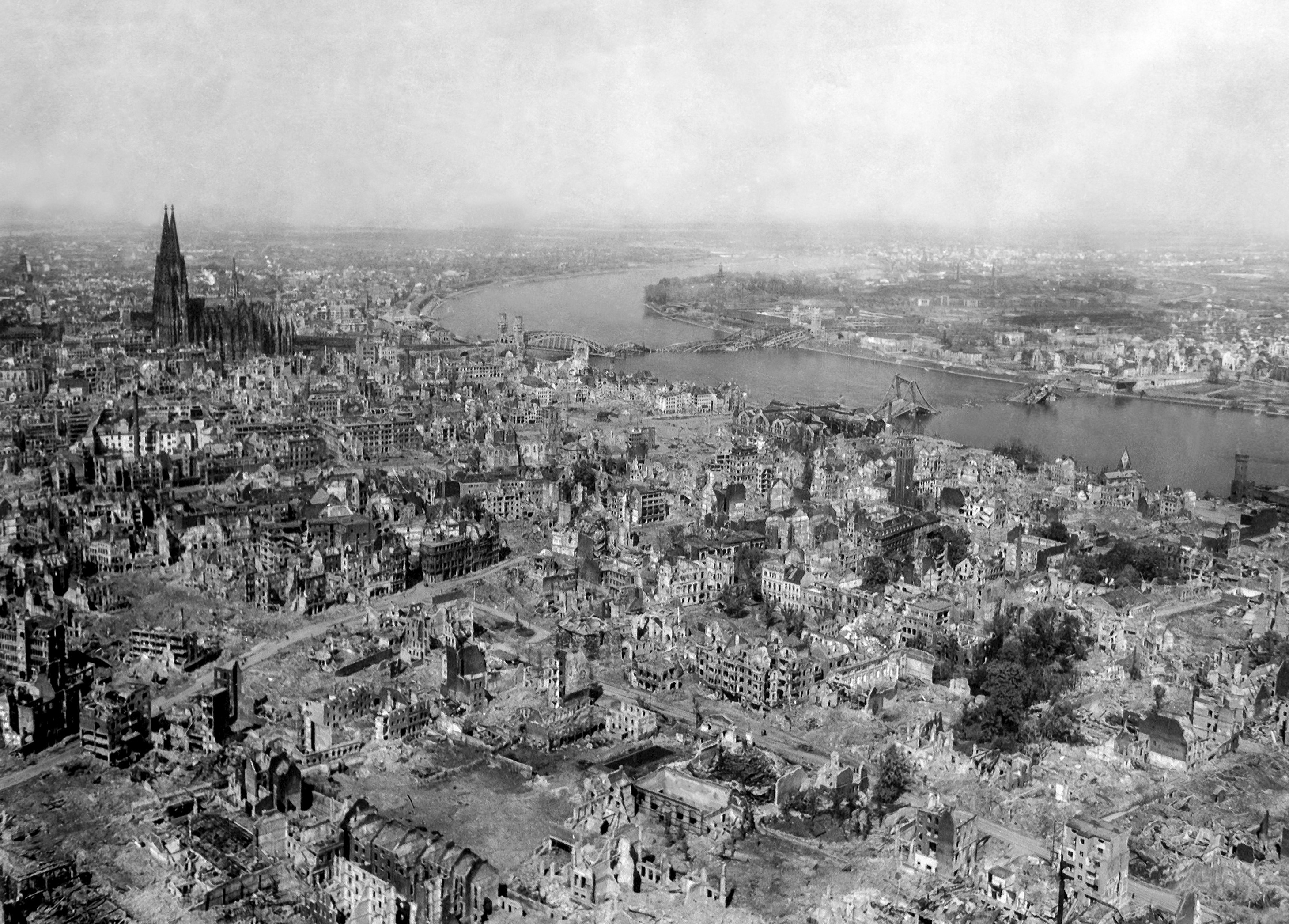
Keulen (1945)

Op de conferentie van Casablanca begin 1943 besloten de Verenigde Staten en het Verenigd Koninkrijk tot een gecombineerd bombardementsoffensief tegen Duitsland. De 8e en 15e luchtmacht van de United States Air Force vlogen echter voornamelijk overdag en richtten zich op de industriedoelen en het Duitse transportnetwerk. De zwaarste gemeenschappelijke inzet van Britten en Amerikanen was het bombardement op Dresden op 13 en 14 februari 1945, waarbij 25.000 doden vielen.
In Europa werd de methode van tapijtbombardementen vooral tactisch ingezet. In de eindfase van de Noord-Afrikaanse Veldtocht werd in Tunesië op 6 mei 1943 door een Brits tapijtbombardement de weg vrijgemaakt voor de opmars van het Britse Eerste Leger. Bij de Slag om Caen in Normandië werd de stad zwaar gebombardeerd als voorbereiding op de verovering door geallieerde troepen.
Ook in Azië werden tapijtbombardementen uitgevoerd, in het bijzonder door de Amerikaanse luchtmacht tegen Japan. Bij het bombardement op Tokio op 9 en 10 maart 1945 kwamen ongeveer 100.000 mensen om het leven. Tegen Japan werden voor het eerst napalmbommen gebruikt, die grootschalige branden en vuurstormen veroorzaakten in de voornamelijk met hout gebouwde woonwijken.

### Evaluatie
Bombardementen als die op Rotterdam, Coventry, Hamburg en Dresden zijn tot op de dag van vandaag zeer omstreden: was het oorlogsvoering volgens de conventies van Genève, of waren het oorlogsmisdaden? De officiële mening van de naoorlogse DDR-regering was dat het bombardement op Dresden onnodig was en alleen bedoeld om de schade aan de Sovjet-bezettingszone van Duitsland te maximaliseren. In rechts-extremistische kring is zelfs het begrip 'Bomben-Holocaust' uitgevonden om dit bombardement te typeren, waarmee tegelijk de genocide-misdaden van de Holocaust worden gerelativeerd.
De effectiviteit van bombardementen op steden in de Tweede Wereldoorlog was beperkt. Noch in Groot-Brittannië, noch in Duitsland werd het moreel van de burgerbevolking gebroken en tot en met 1944 steeg de productie van de Duitse oorlogsindustrie ieder jaar verder. Op 28 maart 1945 liet Winston Churchill aan de Royal Air Force weten niet veel heil meer te zien in nog meer terreurbombardementen op Duitse steden.

## Na de Tweede Wereldoorlog

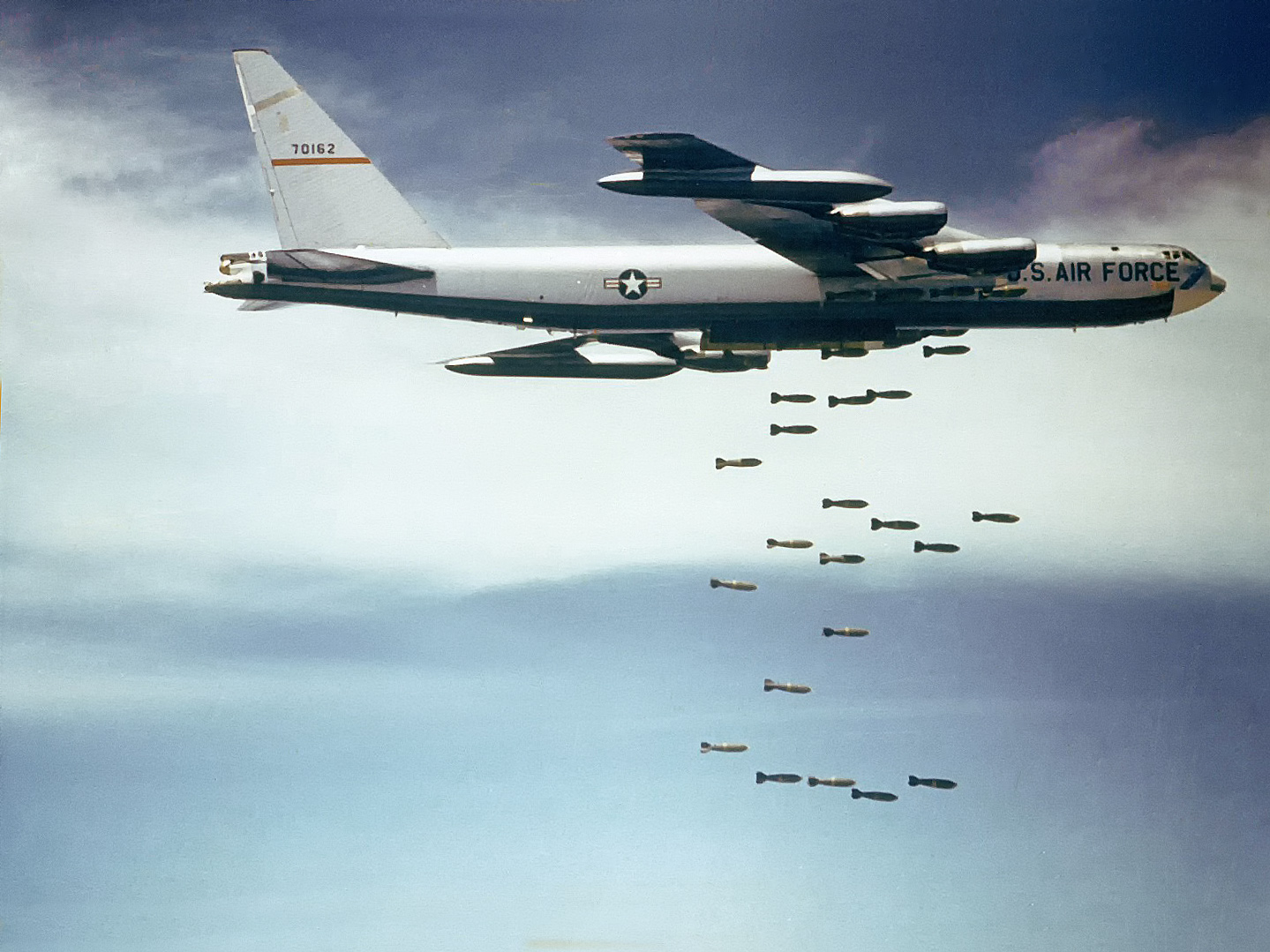
Boeing B-52 tijdens de oorlog in Vietnam

Tijdens de Koreaanse Oorlog werden op grote schaal tapijtbombardementen door Amerikaanse Boeing B-29 toestellen uitgevoerd boven Noord-Korea. Aan het eind van de oorlog was het land grotendeels verwoest en waren meer dan een miljoen Noord-Koreanen om het leven gekomen.
Ook tijdens de Vietnamoorlog werden op grote schaal tapijtbombardementen uitgevoerd, vooral door Boeing B-52 bommenwerpers. In latere oorlogen, zoals in Irak, is de Amerikaanse luchtmacht overgegaan op precisiebombardementen.